# ماری د بوربون، شاهدخت آخا
ماری د بوربون، شاهدخت آخا (انگلیسی: Marie de Bourbon, Princess of Achaea)، شاهدخت آخا و ملکه اسمی قسطنطنیه با واسطه ازدواج با روبر، شاهزاده تارانتو بود. پس از مرگ روبر در سال ۱۳۶۴، وی نیابت حکومت وی در آخیا را تا زمان مرگش در دست گرفت.